# Miroljub Labus
Miroljub Labus, cyr. Мирољуб Лабус (ur. 28 lutego 1947 w miejscowości Mala Krsna koło Smedereva) – serbski ekonomista, wykładowca akademicki, założyciel i przewodniczący G17 Plus, w latach 2004–2006 wicepremier.

## Życiorys
Ukończył w 1970 studia na Wydziale Prawa Uniwersytetu w Belgradzie. W 1975 uzyskał na tej uczelni magisterium, a w 1978 doktorat na podstawie pracy poświęconej marksistowskiej teorii popytu i podaży. Pracę zawodową podjął na macierzystej uczelni. Był stypendystą Programu Fulbrighta, odbył staż na Cornell University, gdzie później został profesorem wizytującym na wydziale ekonomii. Objął stanowisko profesora na Wydziale Prawa Uniwersytetu w Belgradzie (od 1990 profesor zwyczajny), był również doradcą w urzędzie statystycznym i pracownikiem naukowym instytutu ekonomii w Belgradzie.
W latach 1966–1972 był członkiem partii komunistycznej. W 1990 wstąpił do Partii Demokratycznej, z której odszedł w 2002. W 1999 współtworzył ekspercką organizację pozarządową G17 Plus. Gdy środowisko to w 2002 przekształciło się w partię polityczną, został przewodniczącym nowego ugrupowania, wprowadzając je w 2003 do Zgromadzenia Narodowego Republiki Serbii (sam również uzyskał mandat poselski). Wcześniej w 2002 kandydował w wyborach prezydenckich. Przegrał w drugiej turze głosowania z października 2002, przy czym z uwagi na zbyt niską frekwencję wybory te okazały się nieważne.
3 marca 2004 objął urząd wicepremiera w gabinecie Vojislava Koštunicy. Odwołany został 8 maja 2006. W tym samym roku nowym przewodniczącym jego partii został Mlađan Dinkić. Miroljub Labus wycofał się z działalności politycznej, powracając do pracy naukowej.
Jest autorem lub współautorem książek ekonomicznych, m.in. Osnovi ekonomije, Osnovi politicke ekonomije, Savremena politicka ekonomija, Opsta privredna ravnoteza, Drustvena ili kolektivna vlasnicka prava.